# Mortier 82-PM-41

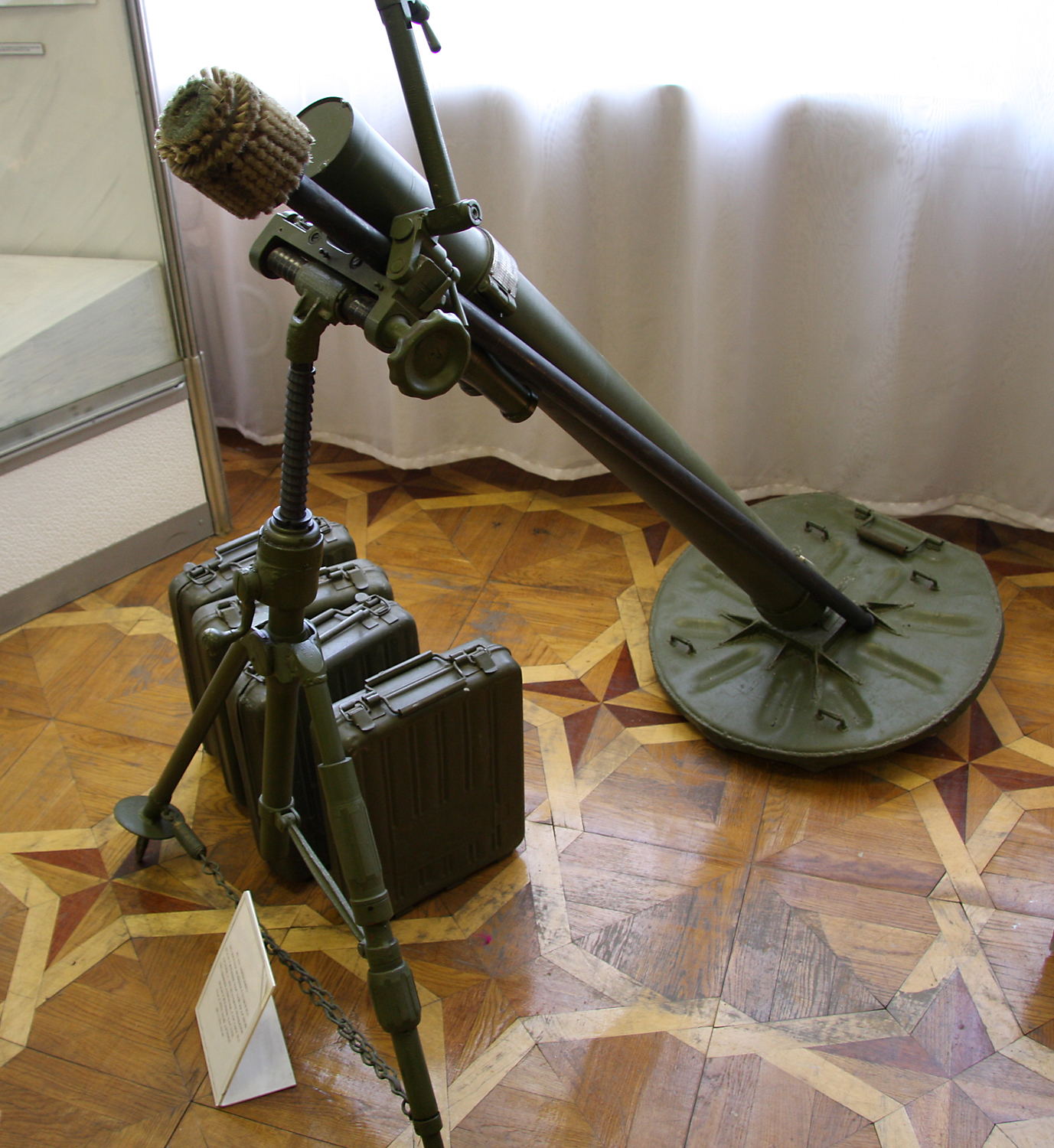
Un mortier exposé dans un musée.

Le mortier 82-PM-41  est un mortier de 82 mm fabriqué en Union soviétique conçu à partir de 1940 et construit entre 1941 et 1943.
Utilisé durant la Seconde Guerre mondiale, il reste en service dans plusieurs pays jusqu'aux années 1990.
Réutilisé par les insurgés talibans actuellement.

## Caractéristiques
- Pays : URSS
- Masse : 45 kg
- Longueur de tube : 122 cm
- Masse de l'obus : 3,35 kg
- Portée : 3 100 m
- Cadence de tir : entre 15 et 20 obus par minute.